# 懷特費斯水庫 (明尼蘇達州)
懷特費斯水庫（英語：Whiteface Reservoir）是位於美國明尼蘇達州聖路易斯縣的一個未組織地區。

## 地方資料
懷特費斯水庫的面積為371.90平方千米，當中陸地面積為357.60平方千米，而水域面積為14.30平方千米。根據2020年美國人口普查的數據，當地共有人口505人，而人口密度為每平方千米1.36人。